# San Cristoforo (Italia)
San Cristoforo (San Cristòfi o San Cristòfa in piemontese, San Cristoffa in ligure) è un comune italiano di 526 abitanti della provincia di Alessandria, in Piemonte, situato su un altopiano sulla sinistra del torrente Lemme. Posto tra l'area dell'Ovadese e la cittadina di Gavi, San Cristoforo è uno dei comuni del Novese, regione geografica del Basso Piemonte che prende il nome dalla città di Novi Ligure.

## Storia
San Cristoforo è situata su un'importante via di comunicazione che portava all'antica città di Libarna, sorse intorno a un torrione di avvistamento: la cosiddetta Torre del Gazzolo, oggi inglobata nel castello. Possedimento degli Obertenghi, passò nel 1313 in feudo agli Spinola di Luccoli, per disposizione dell'imperatore Enrico VII. Il borgo fu devastato più volte, e occupato nel 1625 dalle truppe franco-savoiarde e nel 1654 dai piemontesi. Nel XVII secolo passò ai Doria, come feudo imperiale fino al 1732, quando divenne sabaudo.

### Simboli
Lo stemma e il gonfalone del comune di San Cristoforo sono stati concessi con decreto del presidente della Repubblica del 28 settembre 2007.
Il gonfalone è un drappo di bianco con la bordatura di rosso.

## Monumenti e luoghi d'interesse
Il castello degli Spinola, risalente al XIV secolo, è costituito da un complesso di edifici circondati da mura, in cui è compresa la chiesa parrocchiale. Il castello vero e proprio è un quadrilatero circondato da un fossato, costruito intorno all'antica torre del Gazzolo (edificata nel XII secolo). A ovest del castello, la casa lunga, edificio del XV secolo, è oggi utilizzato come edificio di rappresentanza del comune mentre a est si trova la foresteria, un tempo collegata tramite un passaggio alla cappella oggi chiesa parrocchiale. Questa dedicata a San Cristoforo, originaria del XV secolo, ma rimaneggiata e ampliata nell'Ottocento, conserva tre statue lignee dedicate a Nostra Signora del Carmelo, a San Cristoforo e alla Madonna del Santo Rosario.

## Società

### Evoluzione demografica
Abitanti censiti

## Amministrazione
Di seguito è presentata una tabella relativa alle amministrazioni che si sono succedute in questo comune.
| Periodo        | Periodo        | Primo cittadino     | Partito                                 | Carica  | Note  |
| -------------- | -------------- | ------------------- | --------------------------------------- | ------- | ----- |
| 15 giugno 1985 | 18 maggio 1990 | Mario Luigi Ferrari | lista civica                            | Sindaco | [ 6 ] |
| 18 maggio 1990 | 24 aprile 1995 | Mario Luigi Ferrari | Democrazia Cristiana                    | Sindaco | [ 6 ] |
| 24 aprile 1995 | 14 giugno 1999 | Mario Luigi Ferrari | centro                                  | Sindaco | [ 6 ] |
| 14 giugno 1999 | 14 giugno 2004 | Fabio Ferrari       | lista civica                            | Sindaco | [ 6 ] |
| 14 giugno 2004 | 8 giugno 2009  | Fabio Ferrari       | lista civica                            | Sindaco | [ 6 ] |
| 8 giugno 2009  | 26 maggio 2014 | Monica Ghio         | lista civica Insieme per San Cristoforo | Sindaco | [ 6 ] |
| 26 maggio 2014 | 27 maggio 2019 | Monica Ghio         | lista civica Insieme per San Cristoforo | Sindaco | [ 6 ] |
| 27 maggio 2019 | 9 giugno 2024  | Fabio Ferrari       | lista civica Insieme per San Cristoforo | Sindaco | [ 6 ] |
| 9 giugno 2024  | in carica      | Fabio Ferrari       | lista civica Insieme per San Cristoforo | Sindaco | [ 6 ] |

## Galleria d'immagini

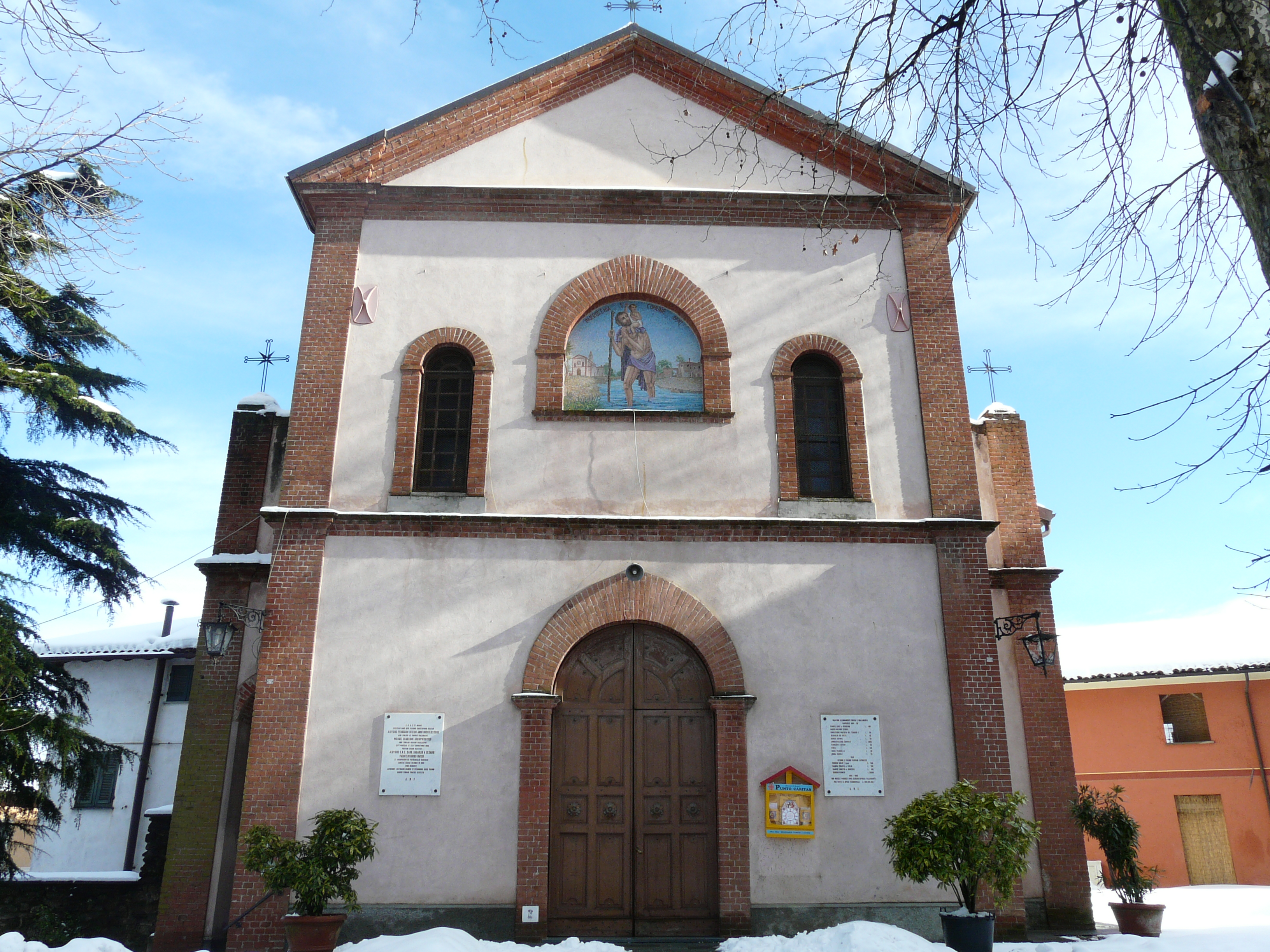
Chiesa di San Cristoforo
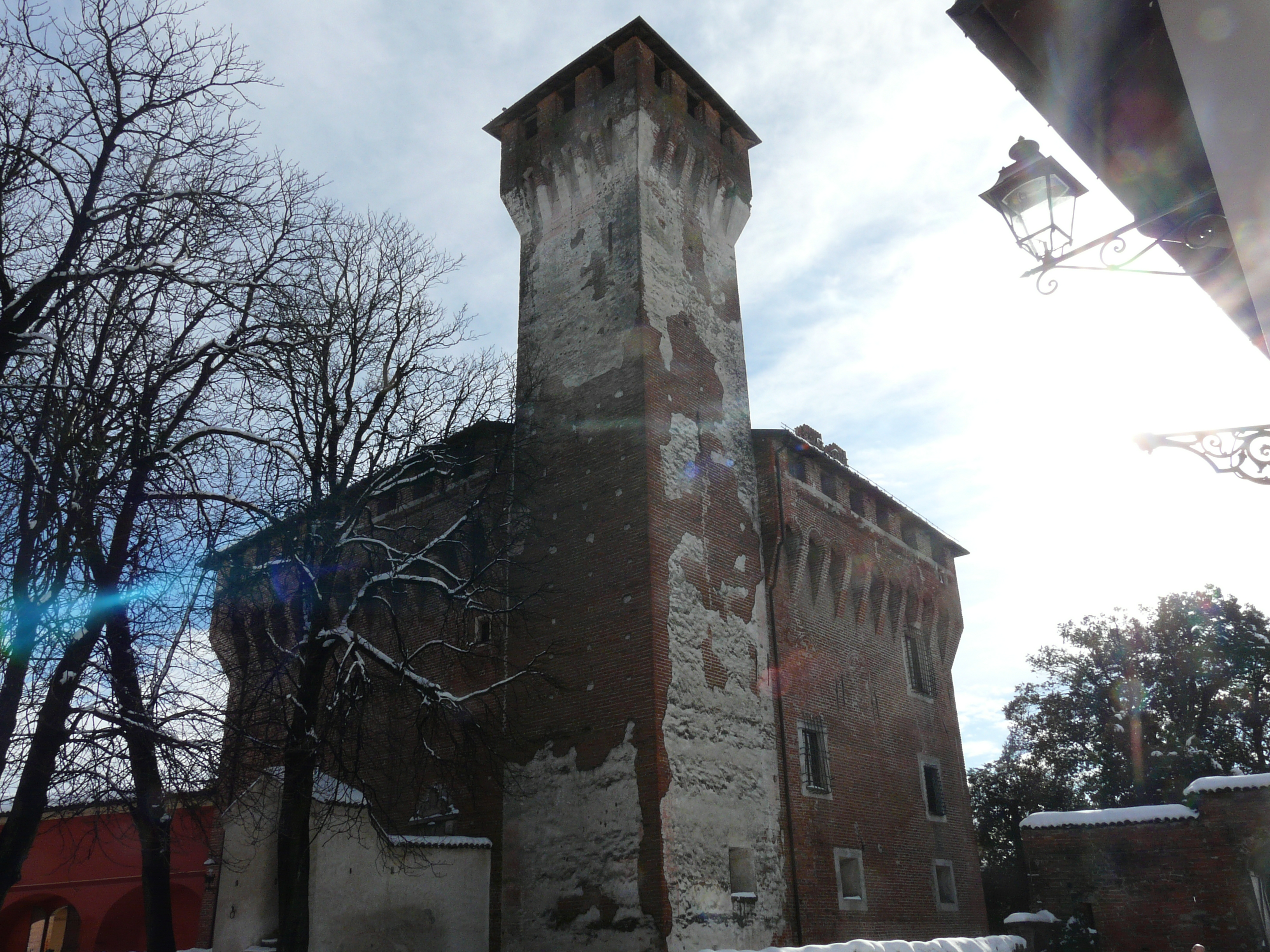
Castello